# David S. Alberts
David Stephen Alberts (* 1942) ist ein US-amerikanischer Statistiker und hochrangiger Mitarbeiter des Verteidigungsministeriums der Vereinigten Staaten. Er war u. a. Forschungsprofessor für Operations Research an der George Mason University.

## Leben
David Stephen Alberts studierte Statistik am City College of New York (Bachelor of Arts, 1964) und Operations Research an der University of Pennsylvania (Masters, 1966). 1968 machte er seinen Ph.D.
Danach arbeitete er zunächst an der New York University und der City College of New York sowie als Forschungsprofessor an der George Mason University. Von 1994 bis 1996 war er stellvertretender Direktor des Institute for National Strategic Studies der National Defense University in Washington, D.C. und von 1995 bis 2011 Forschungsdirektor des Office of the Secretary of Defense.

## Auszeichnungen
- Secretary of Defense’s Outstanding Public Service Award
- Aviation Week and Space Technology’s Government/Military Laurel
- NCW Award for Best Contribution to the Theory of NCW

## Schriften (Auswahl)
- mit Thomas J. Czerwinski: Complexity, Global Politics, and National Security. University Press of the Pacific, Honolulu 1997, ISBN 978-1-4102-0297-0.
- mit John J. Garstka, Frederick P. Stein: Network Centric Warfare. Developing and Leveraging Information Superiority. CCRP, Washington 2002, ISBN 1-57906-019-6.
- mit Richard E. Hayes: Power to the Edge. Militärische Führung im Informationszeitalter. Re Di Roma-Verlag, Remscheid 2009, ISBN 978-3-86870-049-7.
- The Agility Advantage: A Survival Guide for Complex Enterprises and Endeavors. CCRP, Washington 2011, ISBN 978-1-893723-23-8.